# Ulubieńcy Ameryki
Ulubieńcy Ameryki (tytuł ang. America's Sweethearts) – amerykański film fabularny (komedia romantyczna) z 2001 roku będący satyrą na Hollywood.

## Fabuła
Eddie i Gwen są aktorami, ulubieńcami Ameryki i do tego małżeństwem. Mimo że chcą się rozstać, muszą udawać zgodną parę - dla mediów i promocji. Kiki, siostra i asystentka Gwen, ma bardzo ważne zadanie - utrzymać publikę w przekonaniu, że aktorzy są nadal kochającym się małżeństwem podczas spotkania towarzyskiego, zaaranżowanego przez słynnego agenta prasowego Lee. Praca Kiki jest trudna i stresująca - Gwen jest nie lada wyzwaniem dla swych pracowników. Nie dość tego, jej znajomość z Eddiem przybiera charakter coraz mniej służbowy.

## Główne role
- Julia Roberts − Kathleen "Kiki" Harrison
- Billy Crystal − Lee Phillips
- Catherine Zeta-Jones − Gwen Harrison
- John Cusack − Eddie Thomas
- Hank Azaria − Hector Gorgonzolas
- Stanley Tucci − Dave Kingman
- Christopher Walken − Hal Weidmann
- Alan Arkin − Wellness Guide
- Seth Green − Danny Wax
- Rainn Wilson − Dave O'Hanlon
- Eric Balfour − ochroniarz
- Larry King − on sam

## Nagrody i wyróżnienia
- 2002, ASCAP Film and Television Music Awards:
  - nagroda ASCAP w kategorii Top Box Office Films

## Box Office
| Świat | US$ $138,191,428 |